# Convento de Santa Teresa de Jesus de Carnide

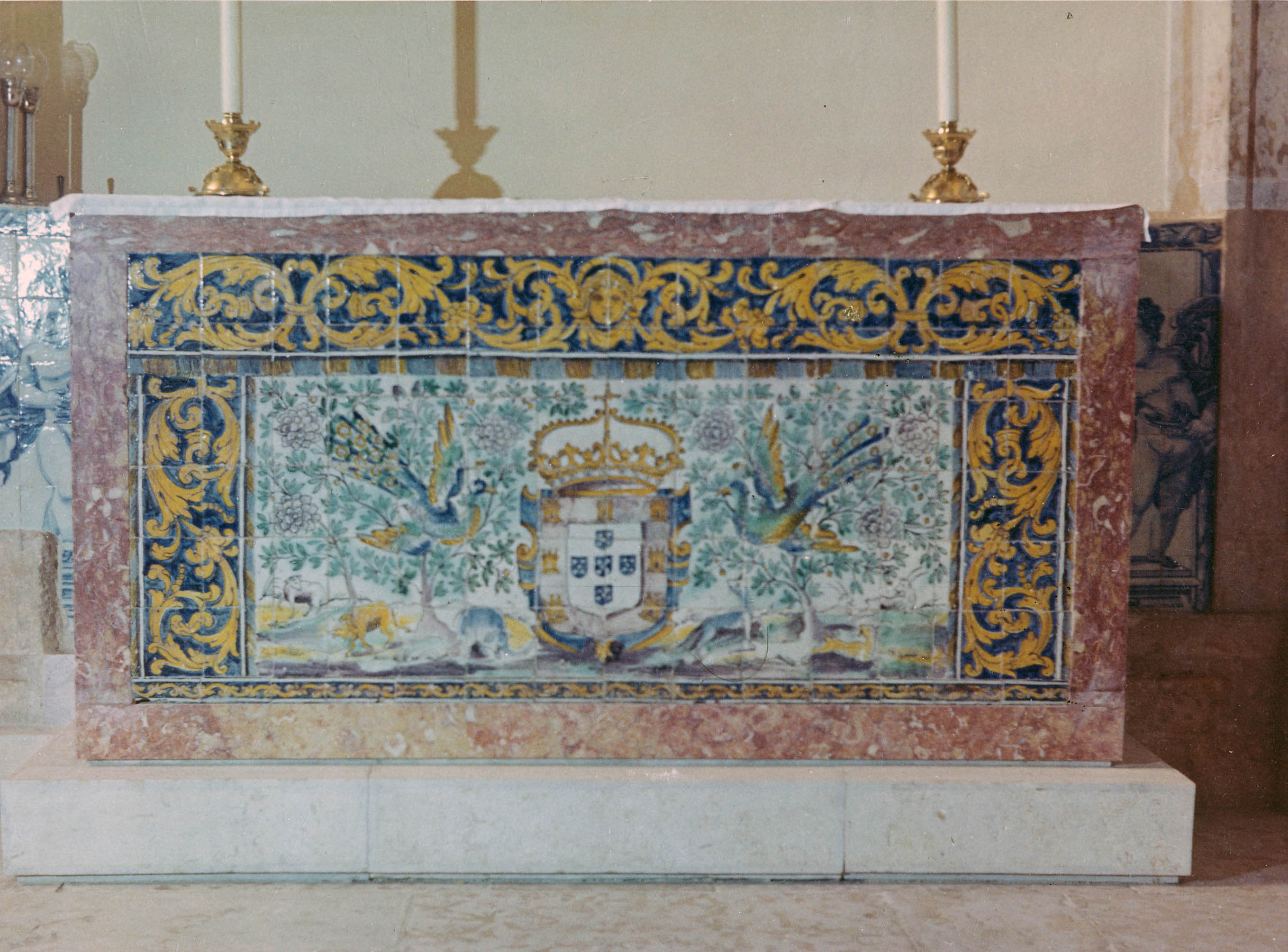
Frontal do altar

Convento de Santa Teresa de Jesus de Carnide, também conhecido por Convento de Santa Teresa de Jesus da Ordem das Carmelitas Descalças e de Santo Alberto localiza-se na Rua do Norte a Carnide, n.º 45, na freguesia de Carnide, em Lisboa, Portugal.
O convento foi fundado, em 1642, pela Micaela Margarida de Sant'Ana, filha do imperador Mateus de Habsburgo do Sacro Império Romano-Germânico e sobrinha de D. João IV, em terrenos doados dois anos antes, por D. António Gomes da Mata, correio-mor do reino.
A casa religiosa recebeu, em 1650, a Infanta D. Maria, de tenra idade, com o propósito de ali ser educada, acabando por vestir o hábito das carmelitas, no ano da morte do seu pai.
A esta Infanta se deveu um novo impulso e conclusão das obras da parte conventual e da igreja (entre 1663 e 1667), assim como a ornamentação de todo o edifício com diversas pinturas, peças de ourivesaria e alfaias. Aqui se recolhiam muitas donzelas e viúvas pertencentes a famílias da nobreza da época e, depois da extinção das ordens religiosas, em 1834, permaneceu como recolhimento religioso até à morte da última freira em 1881.

## Infanta D. Maria
A Infanta D. Maria é filha de D. João IV, nasce em Lisboa a 30 de Abril de 1644 e morre a 7 de Fevereiro de 1693. O pai reconhece-a e declara-a legítima, fazendo carta de doação e mercê das vilas e termos de Torres Vedras, Colares, Azinhaga e Cartaxo.
Até os seis anos foi educada pelo Secretário de Estado, António de Cavide, e a 25 de Março de 1650, entrou na clausura de Carnide das carmelitas para receber instruções da madre Micaela Margarida de Santana, filha do imperador Mateus de Habsburgo, parente de D. João IV. Sua educação foi confiada a uma religiosa, Margarida da Ressurreição, e após a morte de seu pai, em 1656, vestiu o hábito de carmelita.
D. Afonso VI confirmou a doação, a 18 de Novembro, e D. Pedro II, a 25 de Novembro de 1677, dava-lhe o tratamento de alteza, ratificando as disposições do testamento.